# Vladimir Vinogradov
Vladimir Mikhaïlovitch Vinogradov (en russe : Владимир Михайлович Виноградов), né le 2 août 1921 et mort le 21 juin 1997, est un important diplomate soviétique de la seconde moitié du XXe siècle.

## Jeunesse
Vinogradov naît en 1921 à Vinnitsa en Ukraine. En 1945, il obtient un diplôme en ingénierie et technologie à l'Institut Mendeleïev de Moscou; trois ans plus tard, il est diplômé de l'Académie du commerce extérieur de l'Union soviétique. Après avoir terminé ses études, il est nommé adjoint au représentant commercial de l'URSS à Londres. Vinogradov retourne à Moscou quatre ans plus tard pour travailler dans l'appareil central du ministère du Commerce. Il est chef adjoint au département du commerce pendant les dix années suivantes, traitant principalement avec les pays occidentaux.

## Carrière diplomatique
De 1962 à 1966, Vinogradov est ambassadeur de l'URSS au Japon puis en Égypte de 1970 à 1974. Au début de 1975, Vinogradov joue un rôle comme initiateur d'un rapprochement entre l'URSS et la Jordanie.
De février 1977 à avril 1982, Vinogradov est ambassadeur d'URSS en Iran. Après cette mission, Vinogradov est nommé au poste de ministre des Affaires étrangères de la république socialiste fédérative soviétique de Russie (une des républiques de l'URSS). Il occupe ce poste pendant huit ans (jusqu'au 11 octobre 1990 lorsqu'il est remplacé par Andrey Kozyrev) mais continue de participer activement à la mise en œuvre de la politique soviétique au Moyen-Orient. Vinogradov se retire de la carrière diplomatique en 1990.

## Retraite
Après sa retraite, Vinogradov maintient un haut niveau d'intérêt pour le Moyen-Orient. En 1992, il dirige le Comité russe des organisations publiques sur l'assistance au règlement arabo-israélien. Grâce à cette structure, de nombreux contacts informels de Moscou avec des personnalités politiques des pays du Moyen-Orient sont menées dans les années 1990. Vinogradov y participe très activement, et de temps en temps informe les diplomates de la position officielle de la Russie post-soviétique sur les différentes questions régionales.

## Source de la traduction
- (en) Cet article est partiellement ou en totalité issu de l’article de Wikipédia en anglais intitulé « Vladimir Vinogradov (diplomat) » (voir la liste des auteurs).